# Hôtel Casino (Hammam Lif)
L'hôtel Casino de Hammam Lif est un hôtel ainsi qu'un casino situé dans la ville de Hammam Lif en Tunisie.
Il est construit à la fin du XIXe siècle, sous le protectorat français, selon un style mauresque.
En 2013, à la suite de la fuite de son exploitant qui n’a pas payé un dû de 250 000 dinars à la municipalité locale, et vu les coûts de restauration qui s’élèvent à 750 000 dinars, l’édifice est fermé et abandonné.
Le 29 décembre 2016, il abrite une exposition photographique, Aini Ala Bledi, de l'artiste Alya Mlaïki.
Il s'agit d'un monument classé par un arrêté de protection depuis le 1er septembre 2000. Il est aussi le siège de l'association Créateurs d'Hammam Lif.